# Ujung Bandar (Salapian)
Ujung Bandar is een bestuurslaag in het regentschap Langkat van de provincie Noord-Sumatra, Indonesië. Ujung Bandar telt 1241 inwoners (volkstelling 2010).